# NGC 6505
NGC 6505 este o galaxie situată în constelația Dragonul. A fost descoperită în 27 iunie 1884 de către Lewis A. Swift.